# حسن الصلهبي
حسن أحمد محمد الصلهبي الحازمي (1391 هـ / 1971م)، شاعر ومترجم سعودي معاصر من مواليد الظبية بمنطقة جازان جنوب غرب المملكة العربية السعودية. عين رئيساً لنادي جازان الأدبي في نوفمبر 2014م إلى اليوم.

## التعليم
حصل على بكالوريوس اللغة الإنجليزية وآدابها من جامعة الإمام محمد بن سعود الإسلامية وفور تخرجه منها عام 1413 هـ/ 1992م عُين مدرسا للغة الإنجليزية بالمعهد العلمي بصبياء ثم انخرط في النشاط الثقافي والأدبي داخل المملكة العربية السعودية وخارجها ليكون بذلك من أهم الرموز الشعرية التي شكلت المشهد الثقافي منذ نهاية التسعينات إلى وقتنا الحاضر.

## النشاط الأدبي
أصدر أول دواوينه «عزف على أوتار مهترئة» عام 2002 عن نادي جازان الأدبي، ثم ديوان «خائنة الشبه» عام 2004 وهو الديوان الفائز بجائزة أبها الثقافية للشعر الفصيح لعام 1424 هـ، ثم ديوان «بين يدي امرئ القيس» الطبعة الأولى، عام 2010م، نادي القصيم الأدبي وهي القصيدة الفائزة بجائزة راشد بن حميد للثقافة والعلوم عام 2005م. والكثير من الدواوين الشعرية والكتب المترجمة. له العديد من الإسهامات والمشاركات في الصحف والمجلات الثقافية والأمسيات الشعرية. كما شارك بقصيدة إنجليزية (Poor Night) ونشرت فيما بعد ضمن مطبوعة في الموسوعة الشعرية (The Devotions of Mind) الصادرة عن المكتبة العالمية للشعر بالولايات المتحدة الأمريكية.

## المجموعات الشعرية والمترجمة المنشورة
- (عزف على أوتار مهترئة) الطبعة الأولى، عام 2002م، نادي جازان الأدبي.
- (خائنة الشبه) الطبعة الثانية، عام 2004م، دار القمم بالرياض، وهو الديوان الفائز بجائزة أبها الثقافية للشعر الفصيح لعام 1424 هـ.
- (بين يدي امرئ القيس) الطبعة الأولى، عام 2010م، نادي القصيم الأدبي.
- (Everything is Reduced to Ashes) مختارات من القصة في جازان مترجمة للإنجليزية الطبعة الأولى 2012م، نادي جازان الأدبي والدار العربية للعلوم ناشرون.
- (لا سواي يليقُ بك) الطبعة الأولى، 2016م، الدار العربية للعلوم ناشرون.
- (كيف سقط قوس على قلبي: مختارات من الشعر الأمريكي الحديث) الطبعة الأولى، 2016، الدار العربية للعلوم ناشرون ونادي جازان الأدبي.
- (صوت الماء: مختارات لأبرز شعراء الهايكو الياباني)، الطبعة الأولى، 2016، دار الفيصل.
- (جسدها والبياض: مختارات من شعر المدرسة التصويرية) الطبعة الأولى، 2016، دار المفردات ونادي حائل الأدبي.
- (السندباد في سديم الإفك) الطبعة الأولى، 2017, الدار العربية للعوم ناشرون.
- (هكذا يموت العالم) مختارات جديدة من قصائد ت.س. إليوت، الطبعة الأولى، 2017, الدار العربية للعوم ناشرون.
- (مثلما يسجد في الماء البجع) الطبعة الأولى، 2017, الدار العربية للعوم ناشرون.
- (المخبوء في خد القناديل). ديوان شعر. 2018.[3]
- (هسيس). ديوان شعر. 2019.[4]

## العضوية في المؤسسات الثقافية
- عضو مجلس إدارة نادي جازان الأدبي.
- المدير المالي بنادي جازان الأدبي.
- عضو المجلس الاستشاري بفرع جمعية الثقافة والفنون بجازان.
- عضو اللجنة الثقافية ولجنة اللقاء النصف شهري بنادي جازان الأدبي.
- سكرتير تحرير دورية (أصوات) الصادرة عن نادي جازان الأدبي.
- مؤسس شبكة قامات الثقافية.

### العضوية في اللجان الشعرية
- مؤسس منتدى الشعر بنادي جازان الأدبي.
- عضو جماعة شعر.
- المشرف على الملتقى الشعري السنوي بنادي جازان الأدبي.

#### العضوية في مجال الترجمة
- مؤسس والمشرف على لجنة الترجمة بنادي جازان الأدبي.
- عضو لجنة الترجمة الوطنية.
- عضو جماعة (ترجمة وإبداع) في قامات الثقافية.

## حضور المهرجانات والأمسيات
- الأسبوع الشعري في أبها عام 1421 هـ.
- الملتقى الشعري الثاني للشعراء العرب بصنعاء
- أمسية شعرية في رابطة أدباء الكويت، مسرح الرابطة، 23 ديسمبر 2004 م.
- أمسية جائزة أبها، فندق قصر أبها 1424 هـ.
- أمسية ضمن فعاليات التنشيط السياحي بالشقيق 1424 هـ.
- أمسية نادي أبها الأدبي في الحريضة عام 1423 هـ
- أمسية في نادي جدة الأدبي.
- أمسية قي نادي الباحة الأدبي
- أمسية في نادي المدينة الأدبي.
- أمسية في نادي القصيم الأدبي.
- أمسية في مهرجان سوق عكاظ بالطائف.
- أمسية في مهرجان دبي الدولي للأدب.
- ملتقى القصيم الأدبي السنوي في دورته عن امرئ القيس.
- أمسية نادي مكة الثقافي 2016
- أمسية مجمع مدارس عيبان بمناسبة اليوم العالمي للغة العربية 2017

```
والعديد من الأمسيات الشعرية داخل المنطقة وخارجها.
```

## الجوائز
- جائزة المركز الأول في مسابقة نادي جازان الأدبي لعام 1420هـ
- جائزة نادي تبوك الأدبي لعام 1421هـ
- جائزة نادي الشرقية الأدبي لعام 1422هـ
- شهادة تقديرية من المكتبة العالمية للشعر للتفوق الشعري
- جائزة الأمير فيصل بن فهد للإبداع الشعري الأول 1422هـ
- جائزة أبها فرع الشعر الفصيح لعام 1424هـ
- جائزة أبها الوطنية لعام 1425هـ.
- جائزة راشد بن حميد للثقافة والعلوم بالإمارات العربية المتحدة فرع الشعر الفصيح لعام 2005م.
- حصل على جائزة وزارة الإعلام للكتاب فرع الشعر عن ديوانه «المخبوء في خد القناديل» عام 2019م.[5]